# Grimpar à bec courbe
Campylorhamphus procurvoides
Espèce
Synonymes
- Xiphorhynchus procurvoides Lafresnaye, 1850

Statut de conservation UICN

 LC  : Préoccupation mineure
Le Grimpar à bec courbe (Campylorhamphus procurvoides) est une espèce d'oiseaux de la famille des Furnariidae. Son aire s'étend à travers l'Ouest de l'Amazonie et le plateau des Guyanes.

## Systématique
L'espèce Campylorhamphus procurvoides a été décrite pour la première fois en 1850 par l'ornithologue français Frédéric de Lafresnaye (1783-1861) sous le protonyme Xiphorhynchus procurvoides,.

## Liste des sous-espèces
Selon la classification de référence du Congrès ornithologique international (version 12.1, 2022) :
- sous-espèce Campylorhamphus procurvoides sanus Zimmer, JT, 1934
- sous-espèce Campylorhamphus procurvoides gyldenstolpei Aleixo, Portes, Whittaker, Weckstein, Gonzaga, Zimmer, KJ, Ribas, & Bates, JM, 2013
- sous-espèce Campylorhamphus procurvoides probatus Zimmer, JT, 1934
- sous-espèce Campylorhamphus procurvoides cardosoi Portes, Aleixo, Zimmer, KJ, Whittaker, Weckstein, Gonzaga, Ribas, Bates, JM & Lees, 2013
- sous-espèce Campylorhamphus procurvoides procurvoides (Lafresnaye, 1850)
- sous-espèce Campylorhamphus procurvoides multostriatus (Snethlage, E, 1907)

## Étymologie
Son épithète spécifique, procurvoides, lui a été donné en référence à sa ressemblance avec l'espèce Dendrocolaptes procurvus Temminck, 1821, désormais classée sous le taxon Campylorhamphus trochilirostris et dont le nom vernaculaire est Grimpar à bec rouge.

## Publication originale
- (fr + la) F. de Lafresnaye, « Essai d'une monographie du genre Picucule (Buffon), Dendrocolaptes (Hermann, Illiger), devenu aujourd'hui la sous-famille Dendrocolaptinæ (Gray, Genera of birds), de la famille de Certhiadæ de Swains », Revue et magasin de zoologie pure et appliquée, Paris, Inconnu, vol. 2,‎ 1850, p. 369–388 (ISSN 1259-6523 et 2540-5020, BNF 32859507, lire en ligne).